# Троїцино
Троїцино — село у складі міського поселення Клин Клинського району Московської області Російської Федерації.

## Розташування
Село Троїцино входить до складу міського поселення Клин, воно розташовано на березі безіменної лівої притоки річки Сестри. Найближчі населені пункти Бірево, Березино, Селевіно, В'юхово. Найближча залізнична станція Клин.

## Населення
Станом на 2010 рік у селі проживало 37 людей